# Hoffmannia oreogena
Hoffmannia oreogena là một loài thực vật có hoa trong họ Thiến thảo. Loài này được L.O.Williams mô tả khoa học đầu tiên năm 1973.